# 10 март
10 март е 69-ият ден в годината според григорианския календар (70-и през високосна година). Остават 296 дни до края на годината.

## Събития
- 241 г. пр.н.е. – Решителната победа на римляните над картагенците в Битката при Егадските острови слага край на 23-годишната Първа пуническа война.
- 1535 г. – Докато плава към Перу, испанският свещеник и пътешественик Фрай Томас де Берланга открива архипелага Галапагос.
- 1629 г. – Кралят на Англия Чарлз I разпуска парламента и установява 11-годишна кралска диктатура.
- 1770 г. – Джеймс Кук открива остров Стюарт, южно от Нова Зеландия.
- 1848 г. – Карл Маркс е избран в Париж за президент на Комунистическата лига.
- 1876 г. – Александър Бел осъществява първия успешен двупосочен разговор по телефон.
- 1880 г. – Руският физик Александър Столетов открива фотоефекта.
- 1893 г. – Кот д'Ивоар става френска колония.
- 1905 г. – Основан е английският футболен клуб Челси
- 1905 г. – Руско-японска война: Приключва битката при Мукден.
- 1906 г. – Вестник Мир уличава в корупция при доставката на патрони за българската армия министър-председателя Рачо Петров, министъра на войната ген. Михаил Савов и други високопоставени държавни служители.
- 1906 г. – При най-голямата производствена авария в мина в Европа – в Северна Франция, загиват 1099 души, включително и деца миньори.
- 1910 г. – В Китай е забранено робството.
- 1912 г. – Юан Шикай става временен президент на Република Китай.
- 1919 г. – Приета е комунистическата конституция на Украйна.
- 1925 г. – В Пирея (Гърция) е основан футболният клуб Олимпиакос.
- 1934 г. – B Германия от Адолф Хитлер като държавен закон с трудовото законодателство от 10 март са установени 40-часова петдневна работна седмица при нормиран трудов ден и платен годишен отпуск от 12 до 21 дни за работниците.
- 1943 г. – Цар Борис III спира планираната депортация и спасява българските евреи.
- 1943 г. – Холокостът и България: Започва депортиране на 7144 евреи от Вардарска Македония.

- 1947 г. – Започва парична реформа в България, регламентирана с постановление на Министерския съвет от 7 март 1946 г.
- 1952 г. – Генерал Фулхенсио Батиста извършва държавен преврат в Куба и застава начело на властта.
- 1963 г. – Официално е открит стадион „Георги Аспарухов“ с мач между ПФК „Левски“ (София) и ПФК „Спартак“ (Плевен).
- 1976 г. – Започва първото самостоятелно околосветско плаване на жена – на Кристина Хойновска от Полша.
- 1977 г. – Астрономи от НАСА откриват пръстените на Уран.
- 1982 г. – САЩ налагат ембарго на вноса на нефт от Либия, заради подкрепата ѝ за терористични групи.
- 1989 г. – Самолетът при полет 1363 на „Еър Онтарио“ се разбива  след излитане от регионалното летище „Драйдън“ в Канада и убива 24 от общо 45 души на борда.
- 1990 г. – Основан е естонският футболен клуб Флора Талин.
- 1996 г. – Приета е Конституцията на Република Адигея.
- 1996 г. – Кубинецът Франциско Ферерас поставя световен рекорд по дълбочина на гмуркане без специални средства – 130 метра.
- 1996 г. – Официално е открита австралийската писта за автомобилни състезания Албърт Парк в Мелбърн.
- 2004 г. – Костас Караманлис става министър-председател на Гърция.
- 2006 г. – Космическият апарат Марс Риконъсънс Орбитър достига орбитата на Марс.
- 2019 г. – Самолетът при полет 302 на „Етиопиън Еърлайнс“ се разбива близо до град Бишофту 6 минути след излитане, умират всички 157 души на борда.

## Родени
- 1452 г. – Фердинанд Арагонски, крал на обединена Испания († 1516 г.)
- 1503 г. – Фердинанд I, император на Свещената Римска империя († 1564 г.)
- 1628 г. – Марчело Малпиги, италиански лекар, анатом и микроскопист († 1694 г.)
- 1749 г. – Лоренцо да Понте, италиански либретист († 1838 г.)
- 1772 г. – Фридрих фон Шлегел, германски филолог, писател и философ († 1829 г.)
- 1776 г. – Луиза фон Мекленбург-Щрелиц, кралица на Прусия († 1807 г.)
- 1788 г. – Йозеф фон Айхендорф, германски писател († 1857 г.)
- 1807 г. – Цеко Петков, български хайдутин и революционер († 1881 г.)
- 1826 г. – Георги Миркович, български революционер († 1905 г.)
- 1832 г. – Георги Ангелиев, български революционер († 1916 г.)
- 1845 г. – Александър III, руски император († 1894 г.)
- 1850 г. – Иван Димитров, български художник († 1944 г.)
- 1858 г. – Георги Иванов, български генерал († 1932 г.)
- 1867 г. – Ектор Гимар, френски архитект и дизайнер († 1942 г.)
- 1872 г. – Христо Матов, български революционер († 1922 г.)
- 1873 г. – Якоб Васерман, немски писател († 1934 г.)
- 1874 г. – Иван Шкойнов, български офицер († 1941 г.)
- 1890 г. – Андрей Стоянов, български композитор († 1969 г.)
- 1900 г. – Питър Де Розе, американски композитор († 1953 г.)
- 1918 г. – Валя Вербева, българска балерина († 2008 г.)
- 1920 г. – Борис Виан, френски писател († 1959 г.)
- 1923 г. – Вал Логсдън Фич, американски физик, Нобелов лауреат през 1980 г. († 2015 г.)
- 1929 г. – Борис Николов, български боксьор († 2017 г.)
- 1929 г. – Соня Кънчева, българска певица († 2006 г.)
- 1934 г. – Атанас Косев, български композитор и поет († 2021 г.)
- 1940 г. – Чък Норис, американски актьор
- 1941 г. – Васил Романов, български футболист († 2016 г.)
- 1949 г. – Агоп Мелконян, български писател († 2006 г.)
- 1950 г. – Лазар Копринаров, български дипломат
- 1950 г. – Федя Филкова, българска поетеса и преводачка († 2020 г.)
- 1954 г. – Лупита Д'Алесио, мексиканска певица
- 1957 г. – Осама бин Ладен, лидер на терористичната мрежа Ал-Кайда († 2011 г.)
- 1958 г. – Шарън Стоун, американска актриса
- 1960 г. – Венета Рангелова, българска певица
- 1964 г. – Принц Едуард, британски принц
- 1964 г. – Тони Полстер, австрийски футболист
- 1970 г. – Иван Ласкин, български филмов и театрален актьор († 2019 г.)
- 1971 г. – Нелина, българска певица
- 1973 г. – Ева Херцигова, чешки фотомодел
- 1976 г. – Мирослав Костадинов (Миро), български певец
- 1979 г. – Иван Атанасов, български писател
- 1981 г. – Самуел Ето'о, камерунски футболист
- 1984 г. – Оливия Уайлд, американска актриса
- 1985 г. – Алекс Силва, бразилски футболист
- 1992 г. – Емили Озмънт, американска актриса

## Починали
- 483 г. – Симплиций, римски папа
- 1584 г. – Томас Нортън, английски юрист, политик, поет и драматург (* 1532 г.)
- 1670 г. – Йохан Глаубер, германски химик (* 1604 г.)
- 1822 г. – Юзеф Вибицки, полски писател (* 1747 г.)
- 1832 г. – Муцио Клементи, британски пианист (* 1752 г.)
- 1861 г. – Тарас Шевченко, украински писател (* 1814 г.)
- 1872 г. – Джузепе Мацини, италиански революционер (* 1805 г.)
- 1878 г. – Мирза Ахундов, азербайджански писател (* 1812 г.)
- 1882 г. – Чарлс Томсън, шотландски океанограф (* 1830 г.)
- 1898 г. – Георг Мюлер, немски мисионер (* 1805 г.)
- 1910 г. – Карл Райнеке, германски пианист (* 1824 г.)
- 1923 г. – Арсо Локвички, български революционер (* 1870 г.)
- 1937 г. – Евгений Замятин, руски писател (* 1884 г.)
- 1940 г. – Михаил Булгаков, руски писател (* 1891 г.)
- 1942 г. – Уилям Хенри Браг, английски физик, Нобелов лауреат (* 1862 г.)
- 1944 г. – Ангел Чаушев, антифашист от Баташкия край (* 1903 г.)
- 1954 г. – Чавдар Мутафов, български писател (* 1889 г.)
- 1960 г. – Матей Икономов, български драматург (* 1871)
- 1965 г. – Стале Попов, македонски писател (* 1902 г.)
- 1966 г. – Фриц Цернике, нидерландски физик, Нобелов лауреат през 1953 г. (* 1888 г.)
- 1977 г. – Иван Наков, български политик (* 1891 г.)
- 1983 г. – Борис Василев, български футболист (* 1898 г.)
- 1985 г. – Константин Черненко, комунистически ръководител на СССР (* 1911 г.)
- 1987 г. – Живко Чинго, македонски писател (* 1936 г.)
- 1999 г. – Осуалдо Гуаясамин, еквадорски художник (* 1919 г.)
- 2007 г. – Йеросхимонах Пахомий, български монах (* 1922 г.)
- 2012 г. – Жан Жиро, френски художник (* 1938 г.)

## Празници
- Православната църква почита паметта на св. Галина. Имен ден имат Галина, Галя, Галин.
- България – Ден на Холокоста
- Венецуела – Ден на лекаря
- Мианмар – Празник на сухия сезон
- Полша – Ден на мъжете